# Братислава V (район)

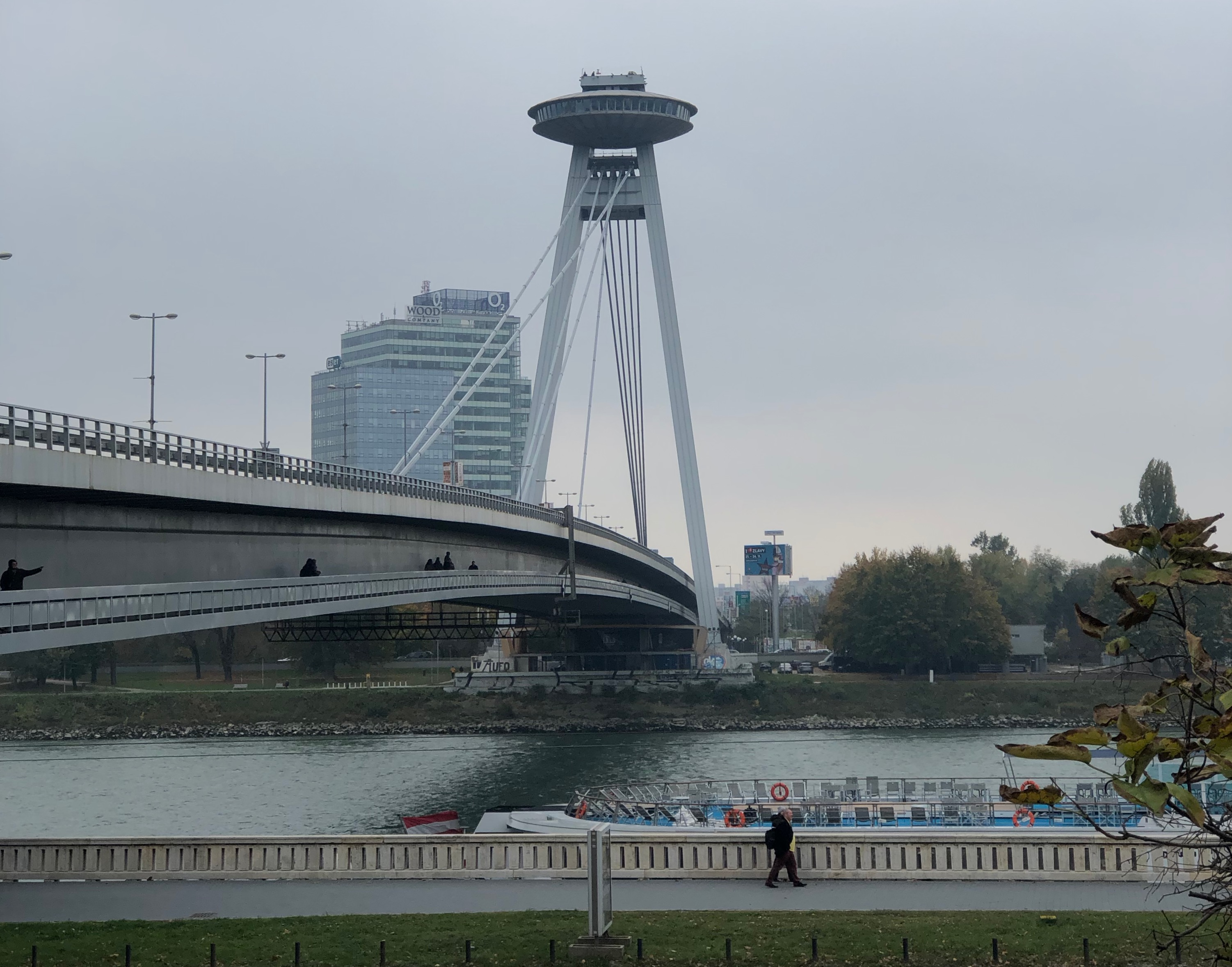
Башня УФО

Район Братислава V — район Словакии. Находится на территории Братиславы. В район входят городские части Яровце, Петржалка, Русовце, Чунёво. Единственный район Словакии, лежащий на правом берегу Дуная.

## Ссылки

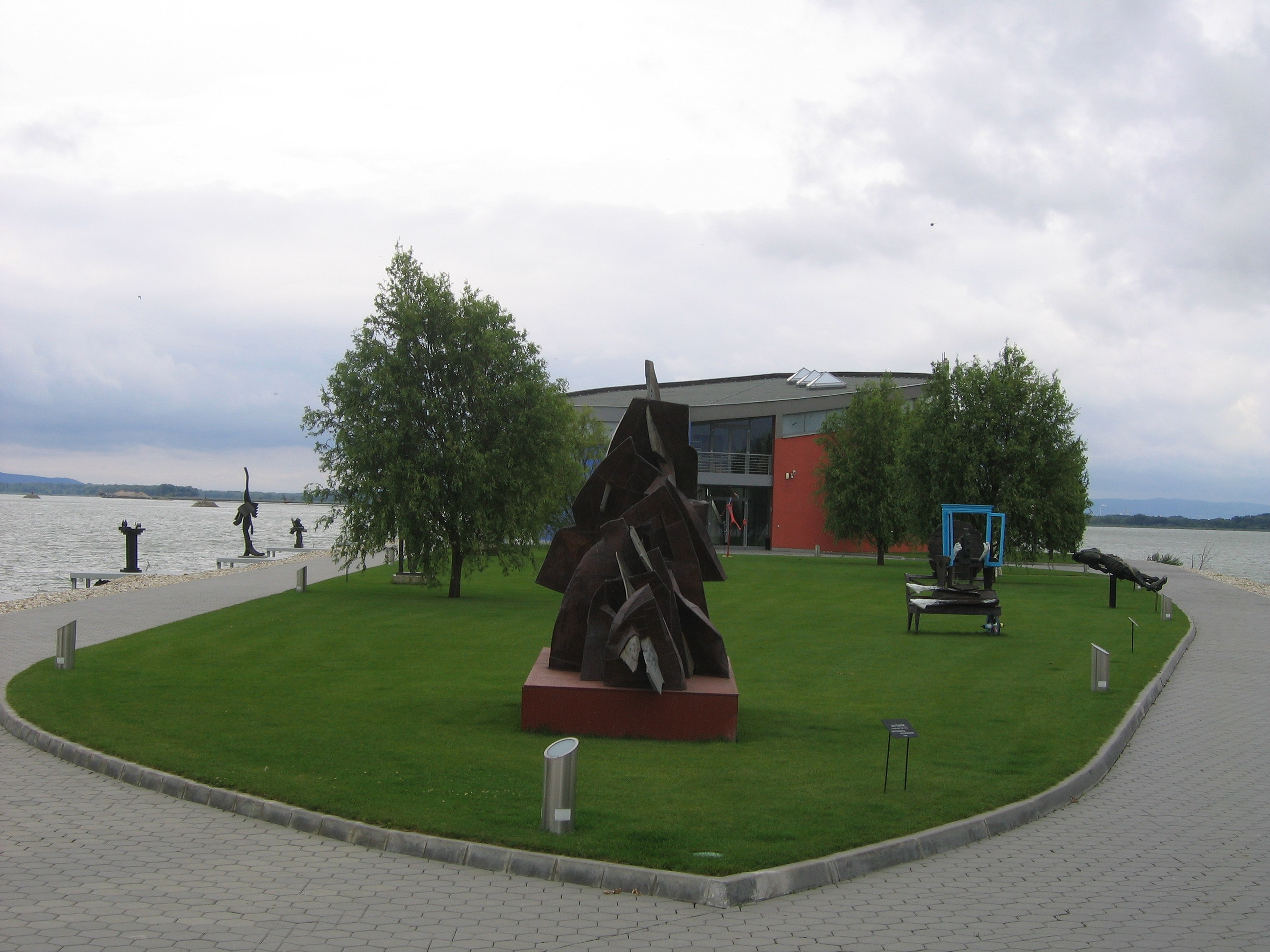
Музей в Чунёво вблизи границы с Венгрией

## Население
| Год:        | 1994    | 2004    | 2014    | 2024    |
| ----------- | ------- | ------- | ------- | ------- |
| Broj ljudi: | 130 503 | 119 441 | 111 001 | 121 843 |
| Разница:    |         | −8,47 % | −7,06 % | +9,76 % |

| Год:                | 2023    | 2024    |
| ------------------- | ------- | ------- |
| Количество человек: | 122 048 | 121 843 |
| Разница:            |         | −0,16 % |

### Статистические данные (2001)
Национальный состав:
- Словаки — 91,9 %
- Венгры — 4,0 %
- Чехи — 1,5 %

Конфессиональный состав:
- Католики — 54,9 %
- Лютеране — 4,8 %
- Греко-католики — 0,7 %
- Реформаты — 0,7 %